# NGC 6999
NGC 6999 је лентикуларна галаксија у сазвежђу Микроскоп која се налази на NGC листи објеката дубоког неба.
Деклинација објекта је - 28° 3' 32" а ректасцензија 21h 1m 59,6s. Привидна величина (магнитуда) објекта NGC 6999 износи 14,0 а фотографска магнитуда 15,0. NGC 6999 је још познат и под ознакама ESO 464-15, PGC 65940.